# GeoGebra
GeoGebra es un software de matemáticas dinámicas libre para todas las áreas de las matemáticas escolares (desde prebásica hasta educación superior). Su creador Markus Hohenwarter, comenzó el proyecto en el año 2001, como parte de su tesis de maestría, en la Universidad de Salzburgo, lo continuó en la Universidad Atlántica de Florida (2006-2008) y en la actualidad, en la Johannes Kepler Universität, Austria.
GeoGebra está escrito en Java y por tanto está disponible en múltiples plataformas:
- Microsoft Windows: todas.

- Apple macOS: 10.6 en adelante.
- Linux: compatible con Debian, Ubuntu, Red Hat y OpenSUSE.
- Android: depende del dispositivo.
- Apple iOS: 6.0 o posterior.

Es básicamente un procesador geométrico y un procesador algebraico, es decir, un compendio de matemática con software interactivo que reúne geometría, álgebra, estadística y cálculo, por lo que puede ser usado también en física, proyecciones comerciales, estimaciones de decisión estratégica y otras disciplinas.
Su categoría más cercana es software de geometría dinámica.
GeoGebra permite el trazado dinámico de construcciones geométricas de todo tipo así como la representación gráfica, el tratamiento algebraico y el cálculo de funciones reales de variable real, sus derivadas, integrales, etc.

## Historia
El programa GeoGebra fue ideado por Markus Hohenwarter en el marco de su trabajo de tesis de Máster, presentada en el año 2001 en la Universidad de Salzburgo, Austria. Se esperaba lograr un programa que reuniera las virtudes de los programas de geometría dinámica, con las de los sistemas de cálculo simbólico. El creador de GeoGebra valoraba todos estos recursos para la enseñanza de la matemática, pero notaba que para el común de los docentes, los programas de cálculo simbólico resultaban difíciles de aprender, dada la rigidez de su sintaxis, y que por esta razón evitaban su uso. Por otro lado, observaba que los docentes valoraban de mejor manera los programas de geometría dinámica, ya que su interfaz facilitaba su utilización. Así fue como surgió la idea de crear GeoGebra.
Rápidamente el programa fue ganando popularidad en todo el mundo y un gran número de voluntarios se fue sumando al proyecto desarrollando nuevas funcionalidades, materiales didácticos interactivos, traduciendo tanto el software como su documentación a decenas de idiomas, colaborando con nuevos usuarios a través del foro destinado para tal fin. En la actualidad, existe una comunidad de docentes, investigadores, desarrolladores de software, estudiantes y otras personas interesadas en la temática, que se nuclean en los distintos Institutos GeoGebra locales que articulan entre sí a través del Instituto GeoGebra Internacional.

## Elsoftware
El software GeoGebra ha visto dos estrategias de desarrollo durante su historia. En un primer momento con una estrategia par-impar y en la actualidad con un modelo de integración continua:

En una primera etapa, desde la versión 3.0 a la 5.0, el versioning correspondía a una estrategia par-impar, en la cual los lanzamientos estables estaban representados por números pares y las versiones de desarrollo por números impares. Bajo el versioning par-impar, el software GeoGebra lanzó las versiones estables 3.0, 3.2, 4.0, 4.2, 4.4 y 5.0, donde las versiones impares, como la 4.9.1.0 era una versión de desarrollo para la siguiente versión estable, en este caso la 5.0.
La estrategia par-impar se emplea habitualmente en software de ciclos largos de lanzamiento, por lo cual se realizó un cambio de estrategia a partir de la versión 5.0, a una que permitiera realizar lanzamientos estables más a menudo. En consecuencia se adopta el versioning llamado modelo de integración continua, el cual consiste en realizar integraciones automáticas lo más a menudo posible, para poder detectar y resolver problemas cuanto antes. En el caso de GeoGebra, los lanzamientos suelen publicarse semanalmente, los cuales quedan registrados en la página de referencia changelog 6.0.

Desde la adopción de la estrategia de integración continua, las versiones de GeoGebra se han modificado en su tercera cifra, por ejemplo desde la 5.0.282.0 a la 5.0.283.0, numeración que se continúa aun cuando se da un cambio importante de versión, como lo es de la 5.0 a la 6.0, lo cual se tradujo en el paso de la versión 5.0.352.0 a la 6.0.354.0 (no tenemos explicación para el salto de la versión 0.353.0).
En términos generales, se puede visitar la página An introduction to the development of GeoGebra para conocer una introducción de la manera en que se desarrolla GeoGebra, desde su inicio como un trabajo de maestría de Markus Hohenwarter, hasta la forma de estructurar sus librerías en la actualidad.
Rubio-Pizzorno, 2018

### Versiones
Las sucesivas versiones de GeoGebra han ido añadiendo diferentes características así como nuevos comandos. Las versiones en desarrollo aportarán soporte para cálculo simbólico (4.2) y 3D (5.0). Actualmente, con GeoGebra, podemos convertir nuestro móvil o tableta en calculadoras, activando el Modo Examen . Durante el Modo Examen, el alumnado permanece sin conexión y solo puede utilizar las aplicaciones GeoGebra.
| Historial de versiones             | Historial de versiones | Historial de versiones |
| Versión                            | Fecha de lanzamiento   | Características |
| ---------------------------------- | ---------------------- | --- |
| 1.0                                | febrero de 2002        | - Objetos disponibles: punto, vector, recta, ángulo, número y sección cónica. - Construcciones con el ratón y la barra de entrada. - Extensión de los archivos: .geo. - Idiomas: inglés y alemán. |
| 2.0                                | 9 de enero de 2004     | - Funciones en x, graficación, derivadas, integrales, tangente en un punto. - Funciones hiperbólicas. - Exportación de gráficos como EPS, PNG y JPG. - Extensión de los archivos: .ggb (XML comprimido). - Idiomas: inglés y alemán. |
| 3.0                                | 22 de marzo de 2008    | - Polígonos regulares, curvas parámetricas, listas. - Nuevas herramientas: área, pendiente, longitud, perímetro. - Funciones por partes. - Operaciones lógicas binarias. - Inserción de texto (y fórmulas en LaTeX) e imágenes. - Exportación de gráficos como PDF, SVG, EMF y PSTricks. - Exportación como página web dinámica. - Ajustes almacenables. - Idiomas: 39 (incluido español por primera vez). |
| 3.2                                | 3 de junio de 2009     | - Vista de Hoja de Cálculo. - Nuevas herramientas: compás, inversión, cónicas. - Comandos de funciones estadísticas y gráficos. - Matrices y números complejos. - Capas y colores dinámicos. - Exportación a PGF/TikZ. - Idiomas: 45. |
| 4.0                                | 20 de octubre de 2011  | - GeoGebraTube (compartición de hojas dinámicas en línea). - GeoGebraPrim (versión para estudiantes pequeños). - Requiere Java 5. - Nuevas herramientas: análisis de datos, cálculo de probabilidades, inspección de funciones; polígonos rígidos, polilíneas. - Desigualdades, inecuaciones, ecuaciones implícitas y funciones de varias variables. - Logaritmos en cualquier base. - Copiar y pegar. - Posibilidad de asociar guiones a cada objeto en lenguaje propio o JavaScript. - Botones, cajas de entrada y herramienta lápiz. - Exportación a GIF animado y archivo de Asymptote. - Idiomas: 50. |
| 4.2                                | 3 de diciembre de 2012 | - Soporte para cálculo simbólico: Vista algebraica CAS. - Nuevos comandos de GeoGebra, LaTex y JavaScript. |
| 4.4                                | 1 de diciembre de 2013 | - Nuevo motor de álgebra simbólica. - Mayor integración con GeogebraTube. - Eliminada la exportación a página web dinámica HTML. - Nuevos comandos. |
| 5.0                                |                        | - Soporte para 3 dimensiones: Vista 3D. - Soporte para funciones de 2 variables. - Nuevas herramientas y objetos: plano, prisma recto, esfera; pirámide, cilindro, cono. - Ventana Python y tortugas como en Logo. |
| 6.0                                | ?                      | - Versión de GeoGebra en HTML5. |
| Leyenda:AntiguaActualEn desarrollo |                        | |

## Vistas
La versión 5 del programa ofrece las siguientes vistas que se vinculan dinámicamente: 
- Vista gráfica 2D: En esta vista se pueden realizar construcciones geométricas utilizando puntos, rectas, segmentos, polígonos, cónicas, etc. También se pueden realizar operaciones tales como intersección entre objetos, traslaciones, rotaciones, etc. Además, se pueden graficar funciones, curvas expresadas en forma implícita, regiones planas definidas mediante desigualdades, etc.
- Vista algebraica: Allí se muestran las representaciones algebraicas y numéricas de los objetos representados en las otras vistas del programa.

- Vista gráfica 3D: En esta vista se pueden representar, además de los objetos mencionados para la vista gráfica 2D, planos, esferas, conos, poliedros, funciones de dos variables.

- Vista hoja de cálculo: Presenta una planilla con celdas organizadas en filas y columnas en las cuales es posible ingresar y tratar datos numéricos. También ofrece herramientas para el tratamiento estadístico de los datos.

- Vista CAS (Cálculo Simbólico): Permite realizar cálculos en forma simbólica (derivadas, integrales, sistemas de ecuaciones, cálculo matricial, etc.).

- Vista de Probabilidades y Estadística: Esta vista contiene representaciones de diversas funciones de distribución de probabilidad y permite calcular la probabilidad de las mismas en un determinado intervalo. También ofrece una calculadora que permite realizar tests estadísticos.  - Vistas de la versión de escritorio de GeoGebra

Vistas de la versión de escritorio de GeoGebra
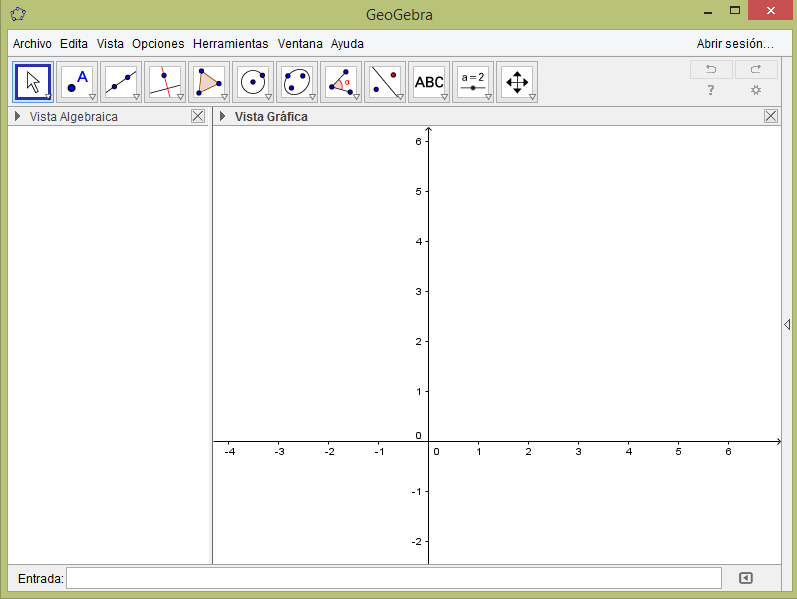
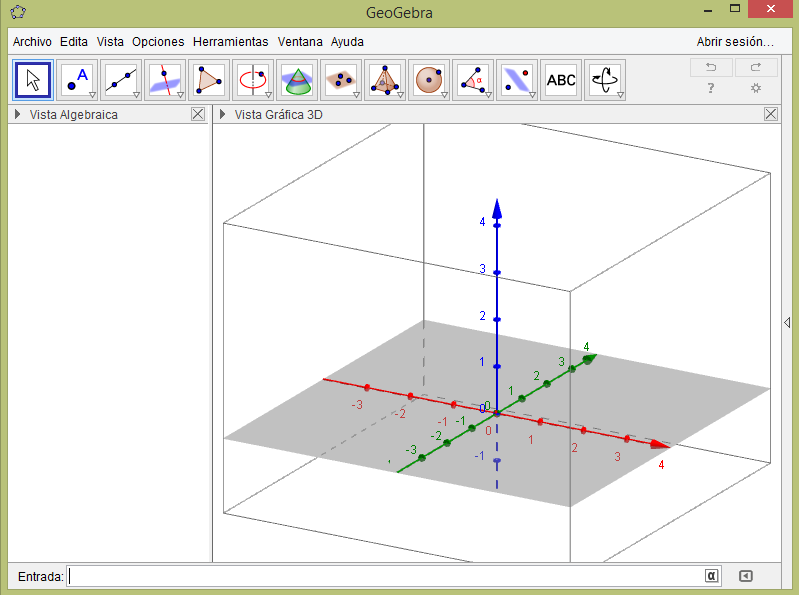
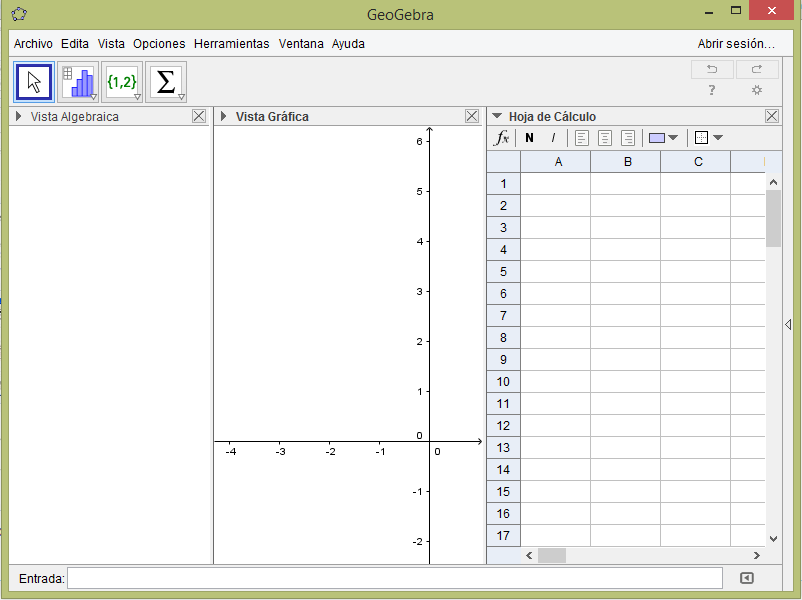
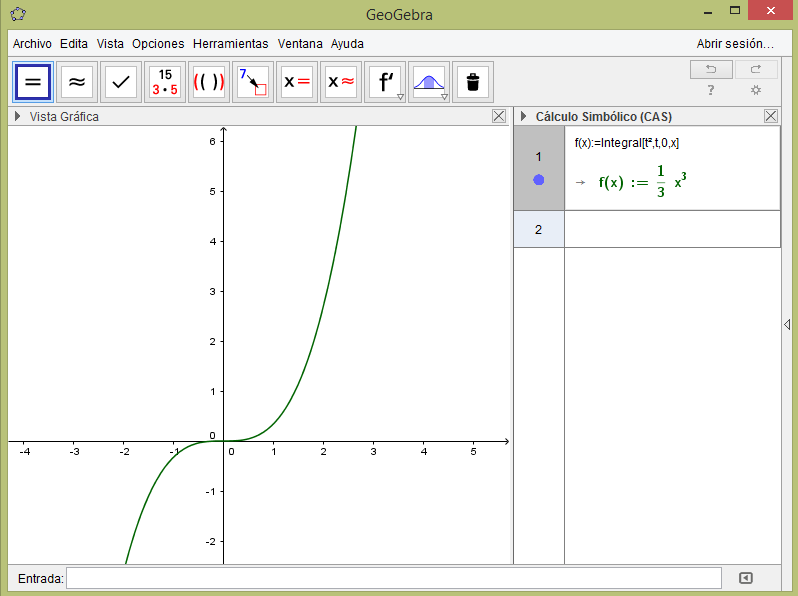
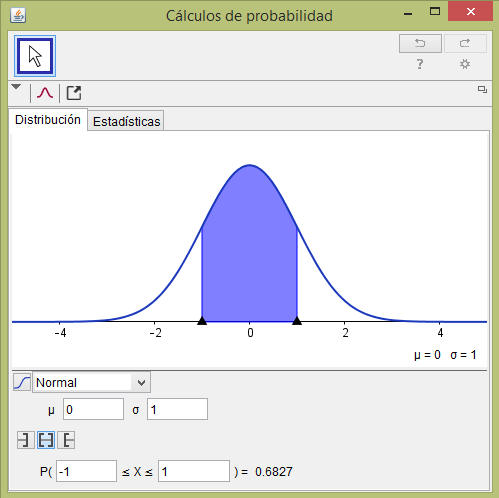

## Exportación
Los proyectos pueden ser exportados en diversos formatos. Los applets dinámicos se pueden publicar directamente en GeoGebraTube o exportar a HTML (e incluirlo en ambientes educativos virtuales como Moodle). También es posible exportar a SVG, que puede ser editado por otros programas (como Inkscape), o EMF que se puede importar en numerosas aplicaciones ofimáticas. Otras formatos posibles son PNG, PDF, EPS, PGF/TikZ y Asymptote.
GeoGebra también puede generar código utilizable en archivos LaTex a fin de crear las mismas imágenes que muestra GeoGebra, a través del paquete PSTricks, PGF/TikZ o Asymptote.

## Licencia
El caso de Geogebra licenciamiento dual dado que casi todo su código es distribuido con licencia GPL, haciéndolo software libre, mientras que los instaladores distribuidos en el sitio de Geogebra no permiten su uso para fines comerciales y por lo tanto son copias de software no libre. Asimismo el código fuente correspondiente a traducciones no está disponible para fines comerciales.

## Comunidad
Debido al rápido crecimiento de la Comunidad GeoGebra alrededor del mundo, era necesario dar soporte a los miembros de la Comunidad y los profesores que estaban usando el software. De esta manera, en 2008 se establece el Instituto GeoGebra Internacional (IGI) para dar soporte a los usuarios de GeoGebra y promover una práctica reflexiva. El IGI es la entidad sin fines de lucro de la Comunidad GeoGebra que coordina el despliegue y los esfuerzos de investigación en una red global de grupos de usuarios en universidades y organizaciones sin fines de lucro. El IGI se une a profesores, estudiantes, desarrolladores de software e investigadores para respaldar, desarrollar, traducir y organizar las tareas y proyectos relacionados con GeoGebra. Los grupos de usuarios locales apoyan a los estudiantes y profesores en su región. Como parte de la red del Instituto GeoGebra Internacional, comparten materiales educativos gratuitos a través de la plataforma Recursos GeoGebra, organizan talleres y trabajan en proyectos relacionados con GeoGebra. El Instituto GeoGebra Internacional puede certificar a los usuarios, expertos y capacitadores locales de GeoGebra de acuerdo con ciertas pautas.

### Comunidad GeoGebra latinoamericana
En Latinoamérica, como extensión del Instituto GeoGebra Internacional, existen 18 Institutos GeoGebra locales y muchos miembros del IGI:
| #  | País        | Nombre                                                               |
| -- | ----------- | -------------------------------------------------------------------- |
| 1  | Argentina   | Instituto GeoGebra de La Plata                                       |
| 2  | Argentina   | Instituto GeoGebra de Vicente López                                  |
| 3  | Argentina   | Centro GeoGebra Santiago del Estero                                  |
| 4  | Argentina   | Instituto GeoGebra Formosa                                           |
| 5  | Argentina   | Instituto GeoGebra Patagonia Austral                                 |
| 5  | Brasil      | Instituto GeoGebra no Río de Janeiro                                 |
| 6  | Brasil      | Instituto GeoGebra de Minas Gerais                                   |
| 7  | Brasil      | Instituto GeoGebra de São Paulo                                      |
| 8  | Brasil      | GeoGebra Institute of Goiás                                          |
| 9  | Colombia    | Instituto GeoGebra Bogotá y Cali                                     |
| 10 | El Salvador | Instituto Salvadoreño de Geogebra para la Enseñanza de la Matemática |
| 11 | México      | Instituto GeoGebra de Celaya                                         |
| 12 | México      | Instituto de GeoGebra en UNAM                                        |
| 13 | México      | Instituto GeoGebra de ITZacatepec                                    |
| 14 | México      | Instituto GeoGebra AMIUTEM                                           |
| 15 | Paraguay    | Instituto GeoGebra de FACEN-UNA                                      |
| 16 | Perú        | Instituto GeoGebra de la Universidad de Lima                         |
| 17 | Uruguay     | Instituto GeoGebra Uruguay                                           |
| 18 | Venezuela   | Instituto GeoGebra de Maracaibo                                      |

La Comunidad GeoGebra latinoamericana está constantemente realizando eventos académicos, compartiendo materiales y difundiendo los productos de la Comunidad GeoGebra, como el software y sus herramientas.

## Eventos
La Comunidad GeoGebra desarrolla múltiples eventos académicos y de difusión alrededor de todo el mundo. El más representativo es el Día GeoGebra, evento realizado por alguna casa de estudio o Instituto GeoGebra local para compartir experiencias educativas, resultados de investigación o productos de divulgación, todos ellos con el uso de GeoGebra. El Día GeoGebra tiene la particularidad de ser un evento periódico de alcance local o regional, por lo que se realizan en diferentes lugares del mundo en el mismo periodo de tiempo.

### Eventos de la Comunidad GeoGebra latinoamericana
La Comunidad GeoGebra latinoamericana realiza varios eventos durante el año, tanto presenciales como en línea.

#### Congreso Latinoamericano de GeoGebra
Evento de alcance regional y de carácter internacional que pretende dar cuenta del estado de la Comunidad GeoGebra en Latinoamérica. Este congreso ha tenido cinco versiones desde 2011, con sede en Brasil, Uruguay, Argentina, México y Colombia. De ellas, las dos primeras tuvieron el nombre de Conferencia latinoamericana de GeoGebra y recién a partir de la tercera edición en 2013 se comenzó a llamar Congreso Latinoamericano de GeoGebra:
| # | Año  | Fecha                             | País      | Nombre                                           | Subtítulo                                                                    | Sede                                                                 |
| - | ---- | --------------------------------- | --------- | ------------------------------------------------ | ---------------------------------------------------------------------------- | -------------------------------------------------------------------- |
| 1 | 2011 | 13 al 15 de noviembre             | Brasil    | Primera Conferencia Latino-Americana de GeoGebra | GeoGebra y Educación Matemática: investigación, experiencias y perspectivas. | Pontificia Universidad Católica de São Paulo (PUC-SP), São Paulo     |
| 2 | 2012 | 8 al 10 de noviembre              | Uruguay   | Conferencia latinoamericana de GeoGebra          | -                                                                            | Instituto de Profesores Artigas (IPA), Montevideo                    |
| 3 | 2013 | 7 al 9 de noviembre               | Argentina | Congreso Latinoamericano de GeoGebra             | -                                                                            | Universidad Nacional del Chaco Austral (UNCAus), Provincia del Chaco |
| 4 | 2014 | 19 al 21 de noviembre             | México    | Congreso Latinoamericano de GeoGebra             | Congreso de Tecnología Digital Aplicada a la Matemática Educativa            | Universidad Nacional Autónoma de México (UNAM), Estado de México     |
| 5 | 2016 | 30 de noviembre al 2 de diciembre | Colombia  | Congreso Latinoamericano de GeoGebra             | Las TIC al servicio de la innovación educativa                               | Instituto Tecnológico Metropolitano de Medellín (ITM), Medellín      |

#### Coloquio de la Comunidad GeoGebra latinoamericana
El Coloquio nace el año 2019, cuyo primer ciclo cuenta con cinco sesiones mensuales de marzo a julio. El Coloquio se configura como un espacio de encuentro entre las personas interesadas en GeoGebra en sentido amplio, ya sea para usarlo en sus clases, en sus investigaciones, para crear construcciones impresionantes o todo lo que puedan imaginar. El Coloquio tiene una periodicidad mensual y se realiza de manera online, persiguiendo los siguientes objetivos:
1. Constituir un espacio para compartir y discutir sistemáticamente entre educadores matemáticos de Latinoamérica, sobre las formas en que la Educación en nuestra región se está relacionando, interactuando y construyendo en su relación con la Cultura Digital y, específicamente, con GeoGebra.
2. Sortear la barrera económica y de movilización en nuestra región —por ello la modalidad en línea del Coloquio—. Y, sobre todo, centrarnos en nuestras fortalezas de lenguaje común, resiliencia, creatividad y solidaridad, todas ellas características del pueblo latinoamericano.

A continuación el resumen de las sesiones del primer año del Coloquio de la Comunidad GeoGebra latinoamericana:
| #  | Fecha                             | Ponente                     | Moderador(a)            |
| -- | --------------------------------- | --------------------------- | ----------------------- |
| 01 | jueves 28 de marzo de 2019        | William Jiménez             | Daysi García-Cuellar    |
| 02 | martes 23 de abril de 2019        | Laura del Río               | William Jiménez         |
| 03 | miércoles 29 de mayo de 2019      | Clara Moncada               | Laura del Río           |
| 04 | jueves 20 de junio de 2019        | Gustavo Aguilar             | Keila Chacón            |
| 05 | miércoles 24 de julio de 2019     | William Poveda              | Camilo Súa              |
| 06 | miércoles 28 de agosto de 2019    | Maria Ivete Basniak         | Daysi García-Cuellar    |
| 07 | martes 17 de septiembre de 2019   | Celina Abar                 | Daysi García-Cuellar    |
| 08 | martes 22 de octubre de 2019      | Freddy Villamizar           | Mariana Gabriela Torres |
| 09 | miércoles 27 de noviembre de 2019 | Fredy Rivadeneira Loor      | Karina Rizzo            |
| 10 | martes 17 de diciembre de 2019    | Juan Carlos Ponce Campuzano | Francisco J. Anaya      |

## Premios
- EASA 2002: European Academic Software Award (Ronneby, Suecia).[63]
- Learnie Award 2003: Austrian Educational Software Award (Viena, Austria).
- Digita 2004: German Educational Software Award (Colonia, Alemania).[64]
- Comenius 2004: German Educational Media Award (Berlín, Alemania).[65]
- Learnie Award 2005: Austrian Educational Software Award for Andreas Lindner (Viena, Austria).[66]
- Les Trophées du Libre 2005: International Free Software Award, category Education (Soisson, Francia).
- eTwinning Award 2006: 1st prize for "Crop Circles Challenge" with GeoGebra (Linz, Austria)
- Learnie Award 2006: Austrian Educational Software Award (Vienna, Austria)
- AECT Distinguished Development Award 2008: Association for Educational Communications and Technology (Orlando, USA)
- SourceForge.net Community Choice Awards 2008: Finalist, Best Project for Educators
- BETT Award 2009: Finalist in London for British Educational Technology Award
- Tech Awards Distinción en Tecnología 2009 (Silicon Valley, EE. UU.)[67]
- NTLC Award 2010: National Technology Leadership Award (Washington D. C., USA)
- MERLOT Classics Award 2013: Multimedia Educational Resource for Learning and Online Teaching (Las Vegas, Nevada, USA)
- Microsoft Partner of the Year Award 2015: Finalist, Public Sector: Education (Redmond, WA, USA)
- Archimedes 2016: MNU Award in category Mathematics (Hamburg, Germany)